# روجر بين
روجر بين (بالإنجليزية: Roger Bean)‏ هو متسابق بياثل بريطاني، ولد في 1945.

## وصلات خارجية
- روجر بين على موقع أوليمبيديا (الإنجليزية)